# زمین‌لرزه ۲۰۰۸ پلوپونز
زمین‌لرزهٔ پلوپونز  در تاریخ ۸ ژوئن ۲۰۰۸ میلادی، برابر با ‎۱۹ خرداد ۱۳۸۷، ساعت ۱۲:۲۵:۲۹ به زمان یوتی‌سی در یونان ، منطقه پلوپونز رخ داد. ژرفای این زلزله ۱۶ کیلومتر بود، و بزرگی آن ۶٫۴ در مقیاس Mw اعلام شده‌است. زمین‌لرزه به وقت محلی در روز یکشنبه، ساعت ۱۴ روی داده و منطقه زمانی آن یوتی‌سی +۲ بوده‌است (با لحاظ تغییر ساعت تابستانی).
سازمان زمین‌شناسی آمریکا نیز رومرکز این زمین‌لرزه را در مختصات ۳۷°۵۷′۴۷″شمالی ۲۱°۳۱′۳۰″شرقی / ۳۷٫۹۶۳°شمالی ۲۱٫۵۲۵°شرقی و ژرفای آنرا در ۱۶ کیلومتر گزارش کرده‌است. بزرگی برگزیدهٔ این سازمان از میان بزرگیهای محاسبه‌شدهٔ مختلف ۶٫۳ در مقیاس Mw بوده و از دید اثر، در میان چهار دسته‌بندی «نامحسوس»، «محسوس»، «زیان‌آور» یا «با تلفات»، زلزله را «با تلفات» اعلام کرده‌است.دستکم ۱۱۵۶ ساختمان در زمین‌لرزه در آخایا و ایلئا آسیب دیده یا خراب شده‌است.
پروژهٔ «تنسور گشتاور مرکزوار» زاویه‌های (راستا، شیب، ریک) گسل سازندهٔ زمین‌لرزه و صفحه عمود بر آنرا (°۳۰۱، °۷۴، °۷) یا (°۲۰۹، °۸۳، °۱۶۴) و نوع گسل را «امتدادلغز» فرارسانده‌است.
شمار کشتگان زلزله حدود ۲ نفر بوده‌است.تعداد زخمیان ۲۴۰ نفر برآورده شده‌است.